# توماس داهل
توماس داهل (بالنرويجية: Thomas T. Dahl)‏ (و. 1973  م) هو عازف جاز، وعازف قيثارة جاز نرويجي، ولد في برغن، يستخدم آلات قيثارة.

## التعليم
تعلم في الجامعة النرويجية للعلوم والتكنولوجيا.

## جوائز
حصل على جوائز منها:
- Spellemannprisen [الإنجليزية]‏.

## روابط خارجية
- توماس داهل على موقع ميوزك برينز (الإنجليزية)
- توماس داهل على موقع أول ميوزيك (الإنجليزية)
- توماس داهل على موقع ديسكوغز (الإنجليزية)